# Автошлях Т 1320
Автошля́х Т 1320 — автомобільний шлях територіального значення в Луганській області. Проходить територією Лутугинського та Антрацитівського районів через Георгіївку — Ровеньки до перетину з E50. Загальна довжина — 48,9 км.

## Маршрут
Автошлях проходить через такі населені пункти:
| Автошлях Т 1320       |        |
| Луганська область     |        |
| Лутугинський район    |        |
| Георгіївка            | Н21    |
| Волнухине             | Т 1310 |
| Македонівка           |        |
| Антрацитівський район |        |
| Ребрикове             |        |
| Ровеньки              | Т 1312 |
|                       | E50М03 |